# Elecciones legislativas de la República de China de 2008
Las elecciones legislativas se realizaron el 12 de enero de 2008 en la República de China (Taiwán). Estos eligieron el primer conjunto de legisladores por un término de 4 años en el Yuan Legislativo, después del cambio reciente en la Constitución de la República de China, que pensó sincronizar las elecciones legislativas y presidenciales. Es también posible que esta elección será aguantada el mismo día como la elección presidencial de la República de China de 2008.

## Resultados

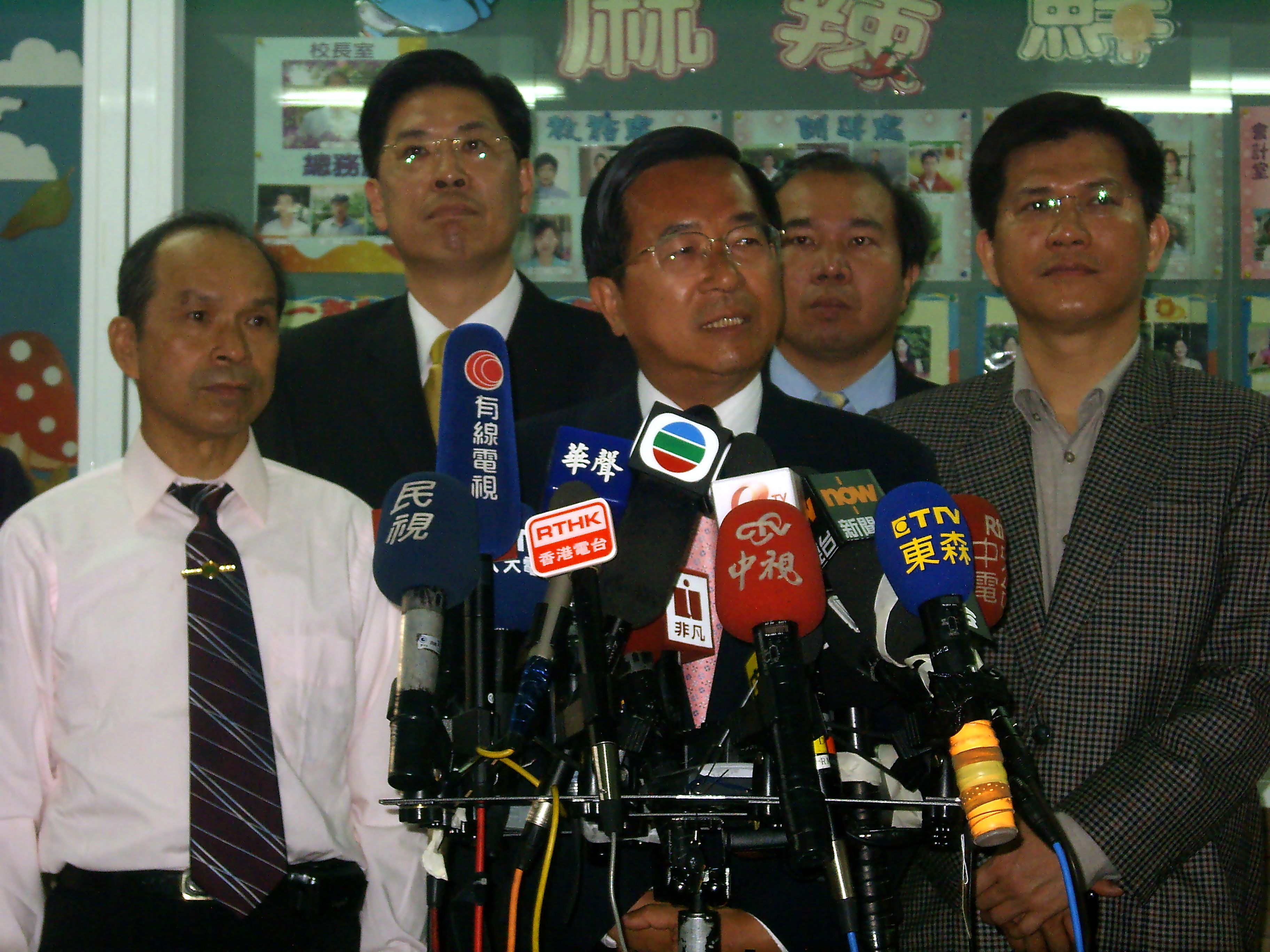
Conferencia de prensa revelando los resultados.

La rotunda victoria del Kuomintang en esta elección, con 81 de los 113 escaños legislativos frente a 26 del gobernante Partido Progresista Democrático, augura un cambio en la política de la isla hacia China.
En el voto nacional, por el que se asignan 34 escaños y cuando se han escrutado los sufragios de 13.732 de los 14.377 colegios electorales, el Kuomintang ha obtenido 18 (51,33 por ciento) y el PDP 13 (36,89 por ciento), según los datos preliminares del Consejo Central Electoral.
En el voto por distritos, ya se han decidido los 73 escaños en juego, con 57 para el Kuomintang, 13 para el PDP y 3 de independientes.
De los seis escaños restantes, reservados a aborígenes, el Kuomintang oscila, de momento, entre 3 y 4, y el PDP 2.
Los resultados electorales suponen una fuerte desaprobación de la política del presidente taiwanés, Chen Shui-bian, centrada en impulsar el nacionalismo y no abrir los lazos económicos con China.
La victoria del Kuomintang hace más probable que recupere la presidencia, con su candidato Ma Ying-jeou, en los comicios del 22 de marzo, y consolida un sistema bipartidista, en el que los partidos pequeños como la Unión de Solidaridad de Taiwán se hacen irrelevantes.
La propuesta opositora de mejorar los lazos con China y centrarse en la mejora económica, dejando a un lado los temas ideológicos y nacionalistas, derrotó a la determinación oficialista de proseguir un sendero propio sin concesiones a Pekín.
El presidente del partido, Wu Po-hsiung, aseguró que el Kuomintang y sus aliados obtuvieron más de dos tercios de los 113 escaños del nuevo Parlamento, es decir 86 bancas.
La insatisfacción generalizada con el manejo gubernamental de la economía y con una serie de escándalos y juicios por corrupción de funcionarios y familiares de Chen Shui-bian desempeñó un papel clave en estas elecciones.
Los llamados nacionalistas del presidente taiwanés y su advertencia de que una victoria opositora supondría una rendición ante China, sólo convenció a los independentistas radicales y no a los electores moderados.
Por otra parte, la participación electoral en los dos referendos anejos a los comicios parlamentarios ascendió sólo al 26,4 por ciento, muy lejos del 50 por ciento necesario para que sus resultados fueran válidos.
Uno de los referéndum, propuesto por el PDP, buscaba recuperar los bienes obtenidos por el KMT en sus 55 años de gobierno en la isla, y otro presentado por el KMT quería abrir la posibilidad de juzgar a los presidentes en casos de corrupción.
Esta escasa participación supone un mal augurio para la consulta popular sobre el ingreso en las Naciones Unidas de la isla bajo el nombre de Taiwán, que se celebrará el 22 de marzo, junto a los comicios presidenciales.
Este referéndum desencadenó amenazas chinas y la desaprobación de EE. UU. y la Unión Europea, preocupados por una posible escalada de las tensiones en el estratégico estrecho de Formosa.
En las anteriores elecciones del 11 de diciembre de 2004, la alianza opositora encabezada por el KMT logró una ligera mayoría con el 49,81 por ciento de los votos y 114 de los 225 escaños, mientras que el gobernante PDP y su aliada la Unión Solidaridad de Taiwán obtuvieron el 46,26 por ciento y 101 escaños
| Partido político                | Escaños | % de escaños |
| ------------------------------- | ------- | ------------ |
| Kuomintang                      | 81      | 71,7%        |
| Partido Progresista Democrático | 27      | 23,9%        |

## Reacciones en el mundo
El presidente de Taiwán Chen Shui-bian reconoció el sábado su derrota ante el opositor Partido Nacionalista Kuomintang (KMT) en las elecciones parlamentarias y dijo que renunciará a la jefatura del Partido Democrático Progresista (DPP), reseñó AFP.
Tras referirse a la "peor derrota" en la historia de su partido, Chen Shui-bian declaró en rueda de prensa: “Ésta ha sido la derrota más importante desde que se fundó el partido. Como presidente del partido, asumo toda la responsabilidad y en un acto de humildad reflexionaré sobre este hecho; de esta forma acepto las consecuencias de lo sucedido y desde hoy dimito de mi cargo de presidente del partido”
Mientras tanto, El gobierno de los Estados Unidos envió sus congratulaciones a Taiwán el sábado 13, tras concluirse las elecciones legislativas de la Isla y dijo que continuará de cerca observando el desarrollo de las relaciones no-oficiales entre el país norteamericano y Taiwán.
Un oficial del Departamento de Estado de EE. UU. dijo en una entrevista con la oficina de la Agencia Central de Noticias que el gobierno de Washington ha visto el resultado de las elecciones legislativas y manda sus más sinceras felicitaciones por haber completado otro proceso de la democracia.